# Aéroport Sultan Abdul Aziz Shah
L'aéroport Sultan Abdul Aziz Shah ((ms) Lapangan Terbang Sultan Abdul Aziz Shah), LTSAAS, (code IATA : SZB • code OACI : WMSA) (anciennement Aéroport international de Subang), souvent appelé Aéroport de Subang ou Subang Skypark, est un aéroport situé à Subang Jaya, dans l'état de Selangor en Malaisie.
Avant l'ouverture de l'Aéroport international de Kuala Lumpur en 1998, l'aéroport de Subang était le principal aéroport de Kuala Lumpur. L'aéroport est actuellement le hub de Berjaya Air (en), Firefly et Malindo Air.

## Histoire
L'aéroport est ouvert au public le 30 août 1965, et possédait alors la plus longue piste (3,7 km) de l'Asie du Sud-Est. À partir des années 1990, l'aéroport dispose de trois terminaux - Le Terminal 1 pour les vols internationaux, le Terminal 2 pour les vols à destination de Singapour, et le Terminal 3 pour les vols intérieurs. À la fin de 1997, l'aéroport accueillait jusqu'à 16 millions de passagers.
Depuis, le Terminal 1 a été démoli, et le Terminal 3 a été entièrement rénové.
Lors de l'ouverture en 1998 du nouvel aéroport international de Kuala Lumpur, à Sepang, les codes KUL (AITA) et WMKK (OACI) ont été repris pour le nouvel aéroport. L'aéroport de Subang s'est donc vu assigner les nouveaux codes SZB (AITA) et WMSA (OACI),.

## Situation
| Alor · Setar Ba'kelalan Bario Bintulu Ipoh Johor Bahru Kerteh Kota Bharu Kota · Kinabalu Kuala · Lumpur Kuala Terengganu Kuantan Kuching Kudat Labuan Lahad Datu Langkawi Lawas Limbang Long · Akah Long · Banga Long Lellang Long · Seridan Malacca Marudi Miri Mukah Mulu Pulau · Pangkor Penang Pulau Redang Sandakan Sibu Subang Tanjung · Manis Tawau |

## Compagnies et destinations
| Compagnies  | Destinations |
| ----------- | --- |
| Berjaya Air | Charter : Hua Hin (en), Ko Samui, Pangkor (en), Redang (en), île Tioman, Penang, Langkawi                                                                                  |
| Firefly     | Alor Setar-Sultan A. Halim, Johor Bahru-Senai, Kota Bharu, Kuala Terengganu, Langkawi, Penang, Singapour-Seletar                                                           |
| Malindo Air | Alor Setar-Sultan A. Halim, Batam-Hang Nadim, Johor Bahru-Senai, Kerteh (en), Kota Bharu, Kuala Terengganu, Langkawi, Pekanbaru (Simpang Tiga), Penang En saison : Hat Yai |

Édité le 16/07/2020